# Pontifícia Universidade Grega de Santo Atanásio
A Pontifícia Universidade Grega de Santo Atanásio (em italiano:  Pontificio Collegio Greco di Sant’Atanasio; em grego: Ελληνικό Κολλέγιο Αγίου Αθανασίου) é uma universidade pontifícia em Roma, fundada em 1577 pelo papa Gregório XIII como universidade e seminário para padres e seminaristas de todos os lugares o rito grego é utilizado, especialmente a Igreja Católica Grega, os Igreja Católica Rutena, a Igreja Greco-Católica Melquita do Egito e do Levante, além de refugiados de regiões gregas do sul da Itália. Seu padroeiro é Santo Atanásio. A igreja universitária, Sant'Atanasio é também uma igreja titular e uma das igrejas nacionais da comunidade grega em Roma.

## História

### Fundação
Sua fundação remonta ao cardeal Giulio Antonio Santorio. Como protetor dos monges basilianos, Giulio fundou uma congregação reformada para os gregos em 1573, de onde partiu a ideia de um seminário para futuros sacerdotes gregos, que foi aberto em 1576 e aprovado por Gregório XIII através de uma bula em 13 de janeiro do ano seguinte. Os padres formados ali tinham por objetivo se opor à expansão dos turcos otomanos nas terras do finado Império Bizantino na Grécia, evitar a dispersão da Reforma Protestante na região e ajudar a trazer as igrejas ortodoxas de volta à comunhão plena com Roma.
Entre 1576 e 1577, a Universidade se abrigou em diversos diferentes edifícios em Roma até que finalmente encontrou seu endereço definitivo no que é hoje a Via del Babuino. Seus estudantes vinham da Grécia, da Igreja Católica Ítalo-Albanesa da Itália e das dioceses árabes da Igreja Melquita, além de regiões da Romênia, Bulgária, Hungria, Ucrânia e Bielorrússia.

## Período contemporâneo
A universidade foi gerenciada diretamente pela Cúria Romana durante o auge da reorganização promovida pelo papa Sisto V. Entre 1591 e 1604, este sob o controle dos dominicanos, depois dos jesuítas e, finalmente, a partir de 1773, pela Congregação pela Propagação da Fé. Entre 1803 e 1845, nenhuma atividade de ensino ocorreu no local — seus estudantes passaram a frequentar a Universidade da Propagação da Fé (atual Pontifícia Universidade Urbaniana). Em 1886, a universidade reabriu sob o comando da Congregação Ressurrecionista, voltou para o controle dos jesuítas (1890) e, em 1897, foi entregue para os beneditinos. Em 1919, o controle passou para a comunidade beneditina belga, comandada desde 1956 pela Abadia de Chevetogne. O atual diretor é o arquimandrita Manuel Nin.

## Rito
Por muitos anos, os seminaristas gregos utilizaram apenas o rito bizantino, rejeitando o rito latino, o que levava a constantes conflitos com os seminaristas de rito latino. A disputa foi resolvida pelo papa Leão XIII, que, numa referência à bula Allatae Sunt (1755), do papa Bento XIV, repetiu a validade de ambos os ritos. Ele também lembrou que a igreja universitária, Sant'Atanasio, dispõe de quatro altares latinos e, portanto, ambos os ritos podem ser praticados em condições de igualdade.